# Samtgemeinde Oderwald
Die Samtgemeinde Oderwald ist ein Kommunalverband im Landkreis Wolfenbüttel, Niedersachsen (Deutschland).

## Geografie

### Geografische Lage
Die Samtgemeinde Oderwald befindet sich mit ihren Mitgliedsgemeinden östlich und westlich des Oderwalds, der ihr Namenspate ist. Die Oker fließt von Süden aus dem Harz kommend durch das Gebiet der Samtgemeinde, die naturräumlich dem Börßum-Braunschweiger Okertal im Ostbraunschweigischen Hügelland zugeordnet wird.

### Nachbargemeinden
An die Samtgemeinde Oderwald grenzen im Westen die kreisfreie Stadt Salzgitter, im Norden die Stadt Wolfenbüttel, im Nordosten die Samtgemeinde Elm-Asse, im Südosten die Stadt Osterwieck (Landkreis Harz, Sachsen-Anhalt) und im Süden die Gemeinde Schladen-Werla.

### Samtgemeindegliederung
Bis zum 1. November 2011 war auch die Gemeinde Achim Mitgliedsgemeinde der Samtgemeinde Oderwald, dann wurde sie nach Börßum eingemeindet.
| Gemeinde mit Ortsteilen                               | Einwohner | Fläche    |
| ----------------------------------------------------- | --------- | --------- |
| Börßum mit Börßum, Achim, Bornum, Seinstedt und Kalme | 2862      | 30,59 km² |
| Cramme                                                | 799       | 12,41 km² |
| Dorstadt                                              | 685       | 10,36 km² |
| Flöthe mit Groß Flöthe und Klein Flöthe               | 1079      | 18,84 km² |
| Heiningen                                             | 676       | 8,41 km²  |
| Ohrum                                                 | 595       | 8,38 km²  |

(Stand von Flächen und Einwohnern: 31. Dezember 2022)

## Politik

### Samtgemeinderat
Der Samtgemeinderat Oderwald besteht aus 18 Ratsfrauen und Ratsherren. Dies ist die festgelegte Anzahl für eine Samtgemeinde mit einer Einwohnerzahl zwischen 6.001 und 7.000 Einwohnern. Die Ratsmitglieder werden durch eine Kommunalwahl für jeweils fünf Jahre gewählt. Neben den 24 in der Gemeinderatswahl gewählten Mitgliedern ist außerdem der hauptamtliche Bürgermeister im Rat stimmberechtigt.
Aus dem Ergebnis der Kommunalwahl 2021 ergab sich folgende Sitzverteilung:
| Samtgemeinderat 2021 – 2026Insgesamt 18 Sitze - SPD: 10 - Grüne: 1 - Unabh.: 1 - FDP: 1 - CDU: 5 |

### Samtgemeindebürgermeister
Marc Lohmann (parteilos) ist der hauptamtliche Bürgermeister der Samtgemeinde Oderwald.
Bei den Kommunalwahlen im September 2021 wurde er mit 84,77 % der Stimmen ohne Gegenkandidaten wiedergewählt.

## Wirtschaft und Infrastruktur
Touristisch interessant sind die Deutsche Ferienroute Alpen–Ostsee und die Deutsche Fachwerkstraße, die beide durch die Samtgemeinde verlaufen.

### Verkehr
Über das Gebiet der Samtgemeinde führt die Bundesautobahn 36 von Braunschweig nach Bernburg (Saale). Auf dem Gebiet von Klein Flöthe wurde Ende der 1990er Jahre eine Anschlussstelle eingerichtet, da durch den Rückbau der Bundesstraße 4 aus Richtung Wolfenbüttel der Verkehr über die Autobahn geleitet werden sollte.
Den Süden der Samtgemeinde quert die Bundesstraße 82 Goslar-Königslutter am Elm, die südwestlich der Samtgemeinde bei Schladen zwei Anschlussstellen an die vorgenannte Autobahn hat.
Die Bahnstrecke Braunschweig–Bad Harzburg bietet in Börßum einen Bahnhof.

### Bildung
Die Samtgemeinde verfügt über zwei Grundschulen, eine in Cramme für die Gemeinden Cramme und Flöthe, sowie eine in Börßum für die übrigen vier Gemeinden der Samtgemeinde.